# زولتسباخ (بیرکنفلد)
زولتسباخ (به آلمانی: Sulzbach) یک شهر در آلمان است که در بیرکنفلد واقع شده‌است. زولتسباخ ۳۳۳ نفر جمعیت دارد.